# Groethof
De Groethof was een landgoed en landhuis bij de Nederlandse stad Venlo. Het landgoed was gesitueerd op de plek waar in de 20e eeuw het bedrijventerrein De Veegtes werd ontwikkeld. Het huis bevond zich ter hoogte van de huidige Groethofstraat.

## Naamsherkomst
De naam verwijst naar gruit (Oudnederlands: gruyt; Venloos: groet), een plant die wordt gebruikt om bier te conserveren en smaak te geven. Op de Groethof werd deze gruit opgeslagen.

## Geschiedenis
De eerst bekende vermelding van de Groethof stamt uit 1420 in de zogeheten stadsrekeningen. De familie Puteanus had het goed in bezit, totdat het in 1664 werd verkocht aan Peter Moeitz en zijn echtgenote Gertrudis Catharina de Groot.
In de 18e eeuw erfde de familie Guichenon de Chastillon de Groethof, dankzij het huwelijk van Frederik Hector Guichenon de Chastillon de Groethof met de kleindochter van Moeitz. Na het overlijden in 1810 van de ongehuwde Maria Oldegondis, dochter van Frederik Hector, raakte de Groethof verdeeld.
Jan Frederik Jongen bewoonde het huis midden 19e eeuw. In 1938 nam de familie Van Rensen zijn intrek in de Groethof.
Rond 1960 werd het huis afgebroken om plaats te maken voor bedrijven.

## Beschrijving
De Groethof was oorspronkelijk een boerderij. Tot na de Tweede Wereldoorlog stond er op de locatie van de Groethof een bakstenen pand van twee verdiepingen met een zadeldak. Dit pand werd ook wel De Spijker genoemd en zal waarschijnlijk aanvankelijk zijn gebruikt als opslagplaats van gruit. Het lijkt te zijn gebouwd in de 15e of 16e eeuw, getuige de dichtgemetselde spitboogvormige poort. De jaartalankers 1717 verwezen vermoedelijk naar een omvangrijke verbouwing, waardoor het gebouw sindsdien als buitenhuis kon worden gebruikt. In de 19e eeuw werd het gebouw witgepleisterd.
Aerwinkel · Kasteel Afferden · Aldt Huys · Aldenborgh · Kasteel Aldenghoor · Aldenhoven · Alte Burg · Kasteel Amstenrade · Slot Annendael · Kasteel Arcen · Baersdonck · Bakvliet · Baronsberg · Baxhof · Beegden ·  Benzenrade · Kasteel De Berckt · Kasteel Bethlehem · Beusdaelshof · Binsfeld · Huis Blankenberg · Kasteel Bleijenbeek · Blitterswijck · Boerlo · Bolberg · Bollenberg · Kasteel De Bongard · Borggraaf · Kasteel d'Erp · Kasteel Borggraaf · Kasteel Borgharen · Kasteel Born · Huis Bree · Breust · Kasteel Broekhuizen · Broekhuizen · Gracht Burggraaf · Kasteel De Burght · Kasteel Cartils · Cloppenburg (Oost-Maarland) · Kasteel Cortenbach · Huis De Dael · Dammerscheid · Kasteel De Bockenhof · De Donck (Sevenum) · De Donck (Swolgen) · De Dorth ·  Huis ten Dijcken · Kasteel Doenrade · De Doom · Douve · Douvenrade · De Dries · Kasteel Erenstein · Kasteel Eijsden · Eijsden · Einrade · Kasteel Elsloo · Ensenbroek · Eperhuis · Etzenraderhuuske · Exaten · Kasteel Eijckholt · Kasteel Eyckholt · Eys · Gastendonck · Kasteel Genbroek · Gebroken Slot · Kasteel Geijsteren · Kasteel Op Genhoes · Kasteel Genhoes · Genneperhuis · Kasteel Het Geudje · Kasteel Geulle · Kasteel Geusselt · Geijsteren · Gen Heck · Ghoor · Kasteel Goedenraad · Kasteel Grasbroek · Kasteel Groenendaal · Groethof · Groot Paarlo · Kasteel van Gronsveld · De Gun ·Kasteel Haeren · Kasteel Den Halder · Heerlaer · Heeze · Heijen · 's-Herenanstel · Kasteel Hillenraad · Kasteel Hoensbroek · Hoenshuis · Holstrate · Holtmühle · Huize Holtum · Kasteel Horn · De Horst · Huys ter Horst · Ten Hove (Grathem) · Ten Hove (Panningen) · Huis Brias · Huis Darth ·  Kasteel Hurpesch · Kasteel Sint-Jansgeleen · Kasteel Jerusalem · Kasteel Kaldenbroek · Den Kamp · Kasteel Karsveld · Kasteel Keverberg · Klein Paarlo · Klimmender Huuske · De Kolck · Koppelberg · Laar · Landsfort · Kasteel Lemiers · Kasteelruïne Lichtenberg · Kasteel Limbricht · Lonesteyn · Huize Lovendael · Mazenburg · Kasteel van Meerlo · Kasteel Meerssenhoven · Meezenbroek · Kasteel van Mheer · Middelaar · Kasteel Millen · Kasteel Montfort · Movert · Mulrode · De Munt · Château Neercanne · Kasteel Neubourg · Nienghoor · Huis Nierhoven · Kasteel Nieuwenbroeck · Nije Huys · Kasteel Nijenborgh · Kasteel Nijswiller · Nijthuysen · Kasteel Obbicht · Oedenrade · Kasteel Ooijen · Kasteel Oost (Valkenburg) · Kasteel Oost (Oost-Maarland) · Kasteel Ouborg · Overen · Kasteel Passarts-Nieuwenhagen · Prickenis · Prinsenhof · Puth · De Putting · Raath · De Raay · Ravenhof · Kasteel Reijmersbeek · Kasteel van Rijckholt · Kasteel Rivieren · Rodenbroek · Rosendaal · Kasteel Schaesberg · Kasteel Schaloen · Te Scharen · Schenkenburg · Kasteel Scheres · De Spijker (Geijsteren) · De Spijker (Leeuwen) · Huis Severen · Sibberhuuske · Château St. Gerlach · Spraland · Huis De Spyker · Huize Stalberg · Stalberg (Wellerlooi) · De Steeg · Kasteel Stein · Steinhagen · Steenen Huis · Stoel van Swentibold · Strijthagen (Landgraaf) · Strijthagen (Welten) · Struyver · Kasteel Terborgh · Terlinden (Wijnandsrade) · Terveurdt · Ter Weyer · Kasteel Ter Worm · De Tombe · Huis De Torentjes · Triest · Trippaert · Kasteel Vaalsbroek · Kasteel Vaeshartelt · Valkenburg · Vliek · De Vroenhof · Vrijburg · Kasteel Wambach · Warenberg · Well · Weyershof ·  Wijlre · Kasteel Wijnandsrade · Wijnandsrade · Wijnantshof · Wissegracht · Huize Witham · Kasteel Wittem · Wolfrath · Wylre